# Ageha (w-inds.のアルバム)
『ageha』（アゲハ）は、w-inds.の4枚目のオリジナルアルバム。通常盤、初回盤（DVD付属）の2形態で2005年6月1日発売。

## 解説
間に初のベストアルバム『w-inds.〜bestracks〜』のリリースを挟み、前オリジナルアルバム『w-inds.〜PRIME OF LIFE〜』より実に約1年半ぶりのリリースとなったオリジナルアルバム。シングル「Pieces」「キレイだ」「四季」「夢の場所へ」「変わりゆく空」の5枚のシングル（うち、前2曲はベストアルバム『w-inds.〜bestracks〜』にも重複収録）に加え、表題曲「ageha」を含む全14曲を収録（なお、本アルバム収録のシングル5曲ののうち4曲のタイアップがブルボン・ガムのCMソングであった）。
本アルバムは、“爽やかアイドル”なw-inds.と“ミュージシャン”なw-inds.を良い加減で混ぜ合わすことに尽力し、「バラエティ豊かかつクオリティの高い自信作」と、メンバーが自画自賛したアルバムである。リリース当時、宝島社『音楽誌が書かないJ-POP批評』（別冊宝島）誌上において、本アルバムにミュージシャン感を持たせるために、Retro G-StyleやCOIL、スキマスイッチといったいわゆる“世界観の出来上がっている”他ミュージシャンを作家として起用し、そのアーティストが持つアーティスト・カラーを流用したという指摘が掲載された。 
w-inds.のアルバムとして初めて、タイトルから『w-inds.〜〜』が取り除かれ、また、大々的にメンバーが写っていないジャケットが使用された（初回盤・初回生産分ジャケットに至っては全くメンバーが写っていない）。ジャケットには3頭の色の異なるアゲハチョウが描かれており、それぞれ青:涼平、黄:慶太、緑:龍一を表している。これらの色は以降、各メンバーのイメージカラーとして定着している。
また、w-inds.としては初めて、シングルではない楽曲のPVが制作された（M6・表題曲「ageha」）。
タイトルソング「ageha」（M6）は、リリース当時から遡ること1年半前（2003年末頃）から存在、リリース当時の涼平の一推し曲でもあった。なお、龍一の一推し曲は、w-inds.初のロック・ミクスチャー作品となった「タイムマシーン」（M13）、慶太は（涼平に「ageha」を取られたので）「夏空の恋の詩」（M4）。
収録曲「song 4 U」（M7）は、Jennifer Perri(Jennifer名義)の「Back on my feet」カバー曲である。
収録曲「マバタキの夢」（M11）は、COILの岡本定義が詞を、「キレイだ」に引き続きスキマスイッチが曲を提供している。
リリース当時、収録曲「Color me」（M12）が、ブリトニー・スピアーズのアルバム『Britney』収録曲「Cinderella」に酷似していることが指摘された。
初回盤付属の特典DVDには、表題曲「ageha」の、w-inds.としては初の試みであるドラマ仕立てのPVが収録されている。俳優の山崎裕太が主演している。

## CD・DVD収録曲
| CD  |                   |                                                                                               |      |
| 1   | Lil' Crazy        | 作詞:Alice Ice / 作曲:Jos Jorgensen,Andy Love,Stuart Crichton / 編曲:Koma2 Kaz                | 3:08 |
| 2   | Party Down        | 作詞:shungo. / 作曲::Jos Jorgensen,Andy Love / 編曲:Koma2 Kaz                                 | 3:10 |
| 3   | キレイだ          | 作詞・作曲:sukimaswitch / 編曲:Satoshi Hidaka(GTS)                                            | 3:25 |
| 4   | 夏空の恋の詩      | 作詞:Kiyohito Komatsu / 作曲:Kazuhiro Hara / 編曲:REO                                         | 4:44 |
| 5   | 四季              | 作詞・作曲・編曲:Hiroaki Hayama                                                               | 4:55 |
| 6   | ageha             | 作詞:shungo. / 作曲:Andreas Carlsson,Samuel Waermo / 編曲:Takafumi Hoshino                    | 4:08 |
| 7   | song 4 U          | 作詞:shungo. / 作曲:Lars Goran Andersson,Peter Hallstrom,Nicci Notoni Wallin / 編曲:Koma2 Kaz | 4:25 |
| 8   | Pieces            | 作詞:MASAYA,IGOR(Retro G-Style) / 作曲:MASAYA / 編曲:Yoshihiro Toyoshima,MASAYA               | 5:39 |
| 9   | 変わりゆく空      | 作詞・作曲:Kiyohito Komatsu / 編曲:Daisuke Kahara                                             | 4:53 |
| 10  | 夢の場所へ        | 作詞:jam / 作曲・編曲:Jeff Miyahara,Kazuhito Imai                                             | 4:17 |
| 11  | マバタキの夢      | 作詞:Sadayoshi Okamoto(COIL) / 作曲:sukimaswitch / 編曲:Koma2 Kaz                             | 3:10 |
| 12  | Color me          | 作詞:Alice Ice / 作曲:T.M.O / 編曲:Koma2 Kaz                                                  | 4:00 |
| 13  | タイムマシーン    | 作詞・作曲:Kentaro Akutsu / 編曲:Koma2 Kaz,Kentaro Akutsu                                     | 3:03 |
| 14  | Gift              | 作詞・作曲・編曲:Kiyohito Komatsu                                                             | 5:48 |
| DVD |                   |                                                                                               |      |
| 1   | "ageha"PV         | ディレクター:Mayumi Miyasaka キャスト:Yuta Yamazaki,Tohko,Yuya Ozeki,Mayu Koshii              |      |
| 2   | Making Of "ageha" |                                                                                               |      |

## タイアップ
| M-3  | キレイだ     | ブルボン『フルーツガム』CMソング                                   |
| M-5  | 四季         | ブルボン『ブルボンガム』CMソング                                   |
| M-8  | Pieces       | ブルボン『フルーツガム』CMソング                                   |
| M-9  | 変わりゆく空 | ブルボン『ブルボンガム』CMソング                                   |
| M-10 | 夢の場所へ   | 日本テレビ系『第83回全国高等学校サッカー選手権大会』イメージソング |

## 発売形態
| 形態   | 発売日       | 品番       | ジャケット       | 備考                                                                                           |
| ------ | ------------ | ---------- | ---------------- | ---------------------------------------------------------------------------------------------- |
| CD+DVD | 2005年6月1日 | PCCA-02155 | 初回盤           | 初回盤特典：①初回限定ジャケット②特典DVD（"ageha"PV他）③w-inds.サマーキャンペーン2005応募はがき |
| CD     | 2005年6月1日 | PCCA-02156 | 通常盤           | 初回入荷分特典：①ステッカー封入                                                                |
| CD     | 2005年7月7日 | DMCS-00007 | ライブ会場限定盤 | LIVE TOUR 2005"ageha"LIMITED EDITION                                                           |